# Stiftsgymnasium Wilhering

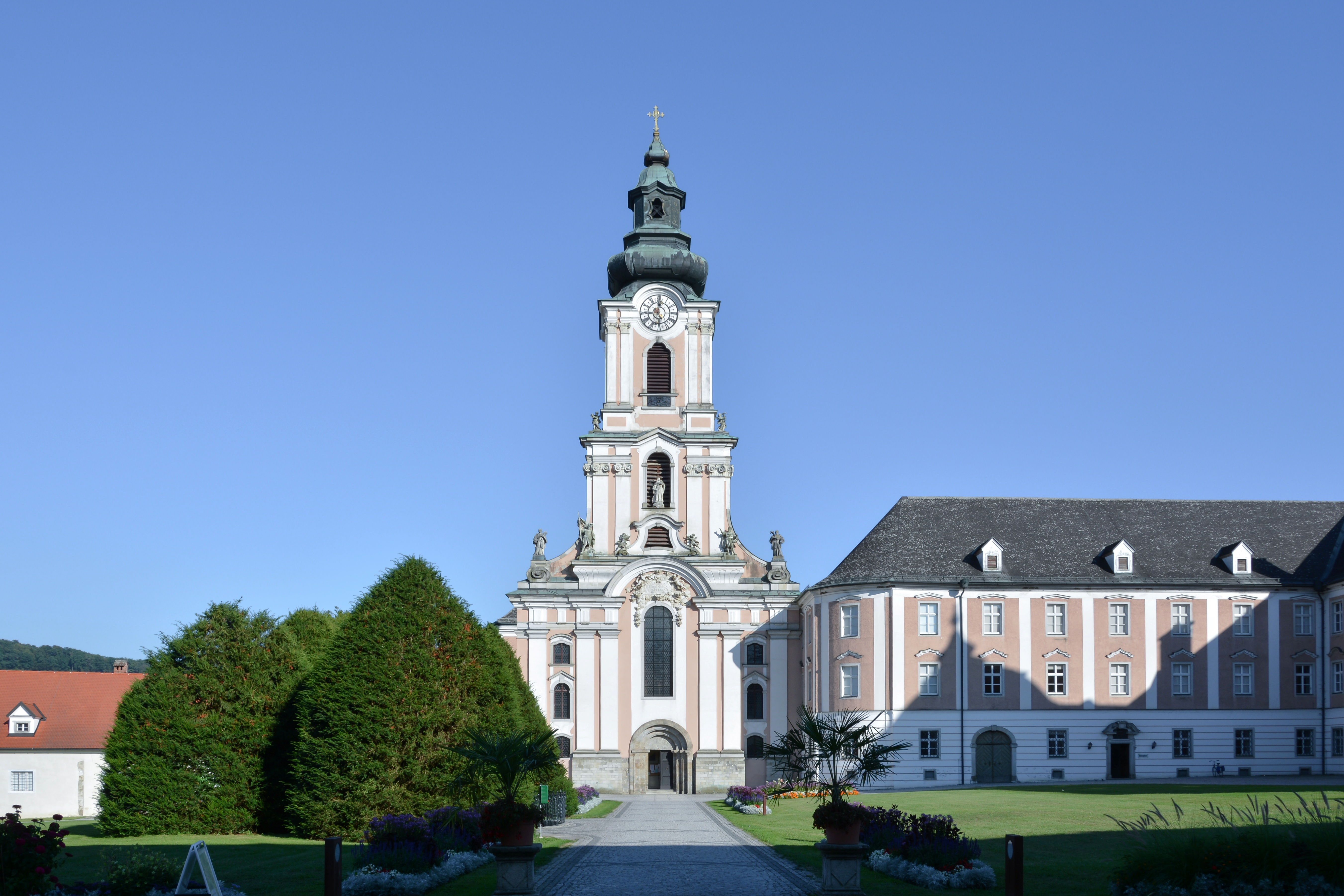
Der Schul- und Stiftshof mit der im Stil des Rokoko erbauten Stiftskirche von Wilhering

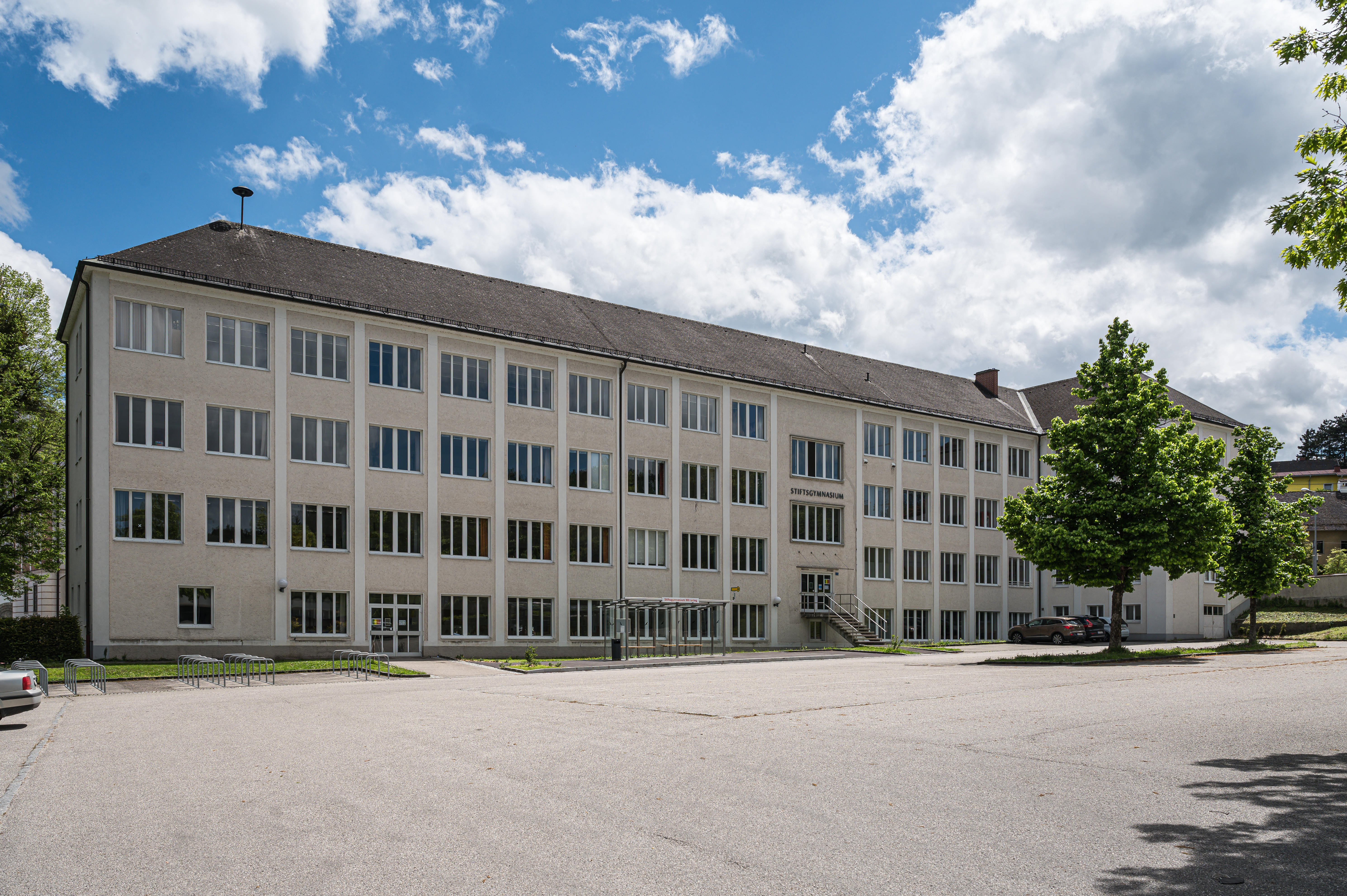
Der Neubautrakt des Gymnasiums

Das Stiftsgymnasium Wilhering ist ein 1895 gegründetes, humanistisch ausgerichtetes Privatgymnasium mit Öffentlichkeitsrecht. Seine Wurzeln als Klosterschule im Stift Wilhering reichen bis in das 16. Jahrhundert zurück.

## Geschichte
Zu Beginn der Neuzeit entwickelte sich im Zisterzienserorden unter Einfluss von Reformation und Aufklärung eine Schultradition, die bis heute weltweit anhält. Auch das Stift Wilhering gründete zu dieser Zeit eine Bildungsstätte, die 1580 erstmals erwähnte Wilheringer Stiftsschule, in der junge Konventuale in den Elementarfächern unterrichtet wurden. Zur Zeit des Barock, jedenfalls aber vor 1787, wurde im Kloster ein Sängerknabeninstitut aufgebaut. Unter Abt Theobald Grasböck wurde dieses ab 1895 schrittweise in ein Stiftsgymnasium mit Internat umgewandelt. Im Jahr 1902 wurde die Schule offiziell als Privatlehranstalt anerkannt, 1904 wurde ihr vom k.k. Ministerium für Cultus und Unterricht das Öffentlichkeitsrecht verliehen. 1917 wurde die bis dahin nur als Untergymnasium geführte Privatschule um eine Oberstufe erweitert, sodass 1922 die ersten Maturaprüfungen abgenommen werden konnten.
1938 wurden Schule und Internat durch das nationalsozialistische Regime aufgelöst, bereits im Herbst 1945 konnte der Schulbetrieb jedoch wieder aufgenommen werden. Nachdem im Jahr 1956 ein Internatstrakt errichtet, und damit der Stiftshof abgeschlossen worden war, fand bereits 1963 mit dem Bau des Gymnasialtrakts eine neuerliche Erweiterung größeren Umfangs statt. Die kontinuierliche Steigerung der Schülerzahl brachte auch einen Wandel des Lehrkörpers mit sich. Obwohl im Jahr 1975 mit 15 unterrichtenden Patres ein Höchststand erreicht wurde, führte die Vergrößerung des Lehrkörpers dazu, dass bereits 1978 die weltlichen Lehrkräfte in der Überzahl waren.
Zu dieser Zeit erlebte das Stiftsgymnasium sowohl im Bezug auf sein Wachstum als auch auf seine kulturellen Aktivitäten eine Hochblüte. Professoren wie Oswald Miedl oder Balduin Sulzer, der damals mit der von ihm geleiteten Kantorei Wilhering in der Tradition, die Wilhering als Sängerknabenkonvikt seit dem Barock innehatte, erfolgreiche Konzerte veranstaltete, schufen ein künstlerisch befruchtendes Umfeld, das zahlreiche Persönlichkeiten aus Kunst und Wissenschaft hervorbrachte. Die Wilheringer Sängerknaben, der Unterstufenchor des Stiftsgymnasiums, wirkten während der Ära Sulzer an insgesamt 16 Opernproduktionen des Landestheaters Linz mit. In der Stiftskirche vermochten die Darbietung großer Oratorien und Uraufführungen von Werken Sulzers Besucher aus ganz Oberösterreich anzuziehen. Auch Fritz Fröhlich wohnte und arbeitete damals bereits im Stift.
Mit dem Schuljahr 1980/81 wurden erstmals Mädchen am Stiftsgymnasium aufgenommen. Der Internatsbetrieb wurde aufgrund der durch Schülerfreifahrt und verbesserte Verkehrsanbindung sinkenden Zahl an Internen im Juli 1990 eingestellt. 2009 wurden der 1963 errichtete Gymnasialtrakt und der ehemalige Internatstrakt durch einen zeitgemäßen Turnsaal verbunden.
Im 120. Jahr des Bestehens des Gymnasiums wurde mit Christine Simbrunner 2015 erstmals ein Laie mit der Leitung der Schule betraut. Nach dem Wechsel ihres Vorgängers Pater Wolfgang Haudum in die Pfarrseelsorge sind nun lediglich 3 der 56 Professoren Mitglieder des Konvents zu Wilhering.

## Bekannte Altwilheringer
Absolventen und ehemalige Schüler des Stiftsgymnasiums Wilhering werden als Altwilheringer bezeichnet. Sie sind im Forum Wilhering, dem früheren Verband der Altwilheringer organisiert. Die Vereinigung wurzelt im 1928 gegründeten und 1952 neu konstituierten Unterstützungsverein Privatgymnasium Wilhering.

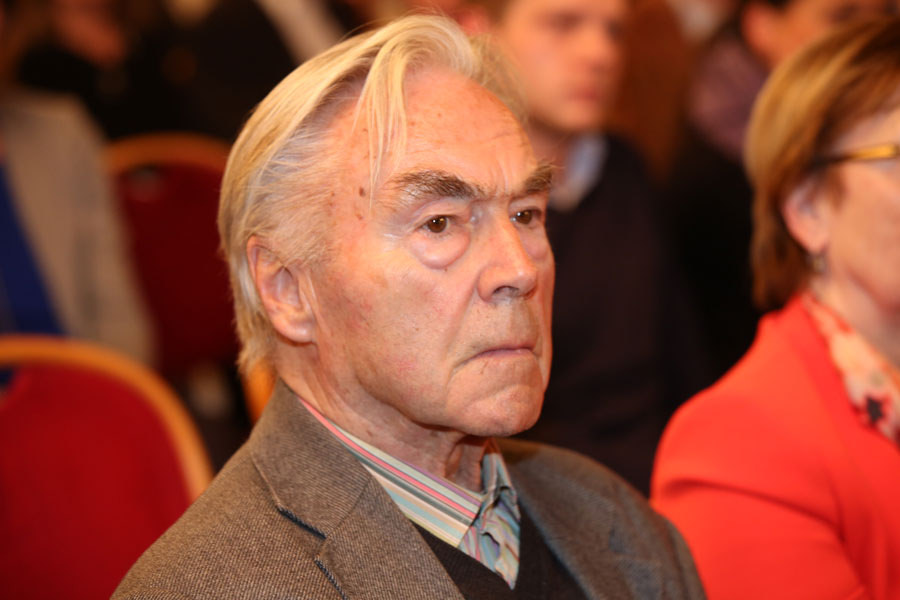
Beppo Mauhart

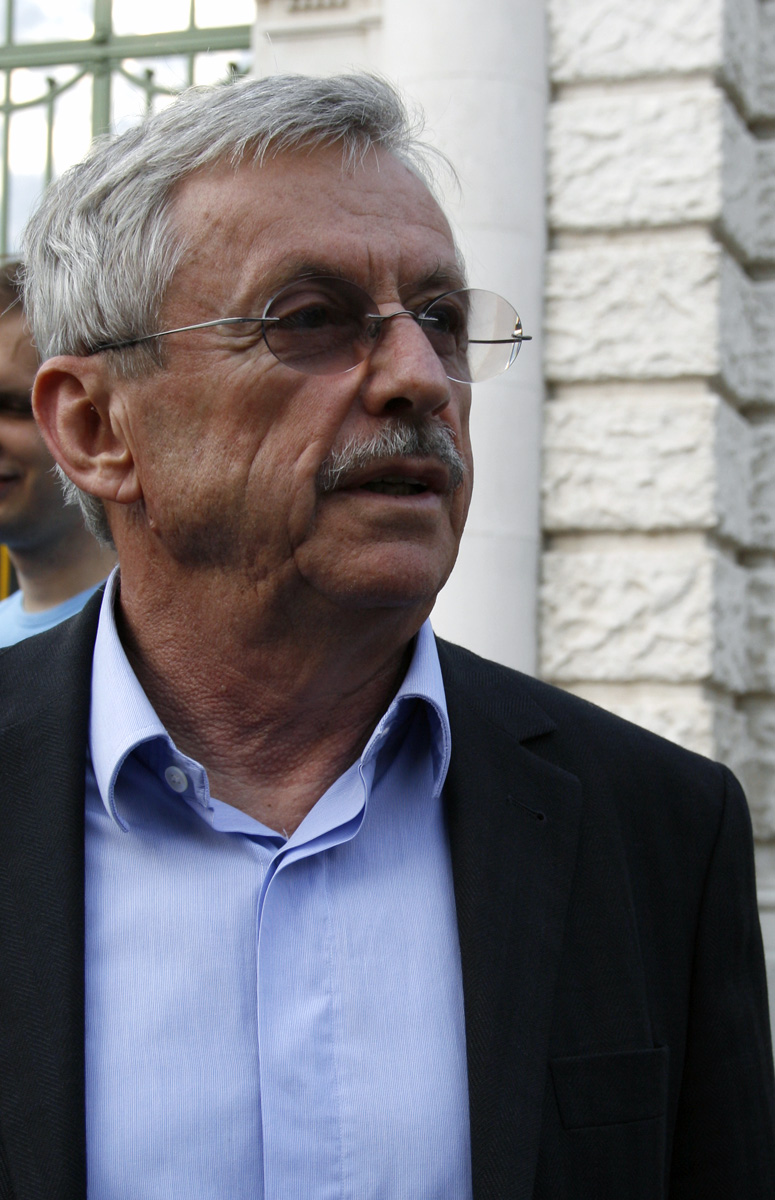
Peter Huemer

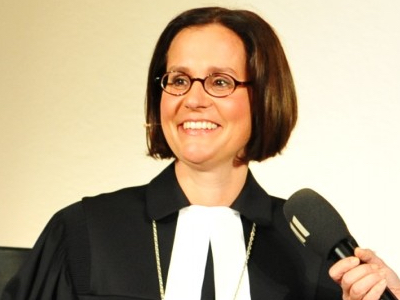
Maria Katharina Moser

- Bernhard Burgstaller (1886–1941), 68. Abt des Stiftes Wilhering
- Leopold Daxsperger (1896–1963), Dirigent und Komponist der Spätromantik
- Ignaz Hinterleithner (1898–1973), Schriftsteller und Politiker
- Theoderich Hofstätter (1906–1981), Zisterzienser und Widerstandskämpfer gegen den Nationalsozialismus
- Carl Martin Eckmair (1907–1984), Schriftsteller, Journalist und Pädagoge
- Sylvester Birngruber (1914–2006), Schriftsteller und Zisterzienser von Wilhering
- Emmerich Doninger (1914–1964), Maler, Schriftsteller und Zisterzienser von Wilhering
- Hermann Friedl (1920–1988), Mediziner und Schriftsteller
- Balduin Sulzer (1932–2019), Komponist und Zisterzienser von Wilhering
- Beppo Mauhart (1933–2017), Manager
- Karl Rehberger (1934–2018), Priester, Historiker, Theologe und Hochschullehrer
- Gottfried Hemmelmayr (* 1937), 73. Abt des Stiftes Wilhering
- Georg Stifter (* 1940), Kunstpädagoge, Hochschullehrer, Grafiker, Maler und Objektkünstler
- Hermann Harrauer (* 1941), Papyrologe
- Peter Huemer (* 1941), Publizist, Journalist und Historiker, Gastgeber des Club 2 1976–1987
- Wilhelm Neuwirth (1941–2021), Generalabt der Augustiner-Chorherren 1987–2002
- Hans Haider (* 1942), Manager
- Helmut Schreiner (1942–2001), Jurist, Politiker und Präsident des Salzburger Landtags 1989–2001
- Gerhard Schmidinger (* 1943), Komponist
- Wolfgang Zöhrer (1944–2013), Kunstpädagoge, Maler und Grafiker
- Alois Jung (* 1946), Präsident des Oberlandesgerichts Linz 2005–2012
- Hermann Scheinecker (1946–2020), Chorherr von St. Florian, Landesjägerpfarrer von Oberösterreich
- Wolfgang Stifter (* 1946), Rektor der Linzer Kunsthochschule für Gestaltung 1991–2000
- Wolfgang Großruck (* 1947), Politiker und Abgeordneter zum Österreichischen Nationalrat seit 1995
- Karl Kasbauer (* 1949), Schulpädagoge und Kirchenmusiker
- Heinz Prammer (* 1950), Komponist und Dirigent
- Josef Eidenberger (* 1951), Politiker und Landtagsabgeordneter in Oberösterreich seit 1991
- Wolfgang Holzmair (* 1952), Bariton und Professor für Lied und Oratorium am Mozarteum
- Ernst Würdinger (* 1952), Dirigent, Komponist und Professor für Tonsatz an der Universität für Musik und Darstellende Kunst Wien
- Walter Entholzer (* 1953), Arzt und Landtagsabgeordneter in Oberösterreich 1997–2009
- Walter Kohl (* 1953), Schriftsteller
- Walter Gugerbauer (* 1955), Dirigent und Generalmusikdirektor am Theater Erfurt
- Christian Paul Berger (* 1957), Schriftsteller, Mathematiker, Philosoph und Germanist
- Franz Friedrich Altmann (* 1958), Autor und Drehbuchautor
- Reinhold Entholzer (* 1959), Politiker und Landesrat in Oberösterreich
- Albert Mülleder (1961–1999), Organist, Vikariatskantor und Domkapellmeister zu Wiener Neustadt
- Rainer Wöss (* 1962), Schauspieler
- Julius Stieber (* 1966), Germanist und Kulturdirektor am Magistrat der Stadt Linz
- Michael Doneus (* 1967), Prähistoriker und Luftbildarchäologe
- Christoph Campestrini (* 1968), Dirigent
- Erwin Klambauer (* 1968), Soloflötist
- Leopold Lummerstorfer (* 1968), Drehbuchautor, Filmregisseur und Filmproduzent
- Martin Hochleitner (* 1970), Kunsthistoriker und Leiter des Salzburg Museums
- Maria Katharina Moser (* 1974), Sozialethikerin, Theologin und Direktorin der Diakonie Österreich
- Regine Hangler, Sopranistin, Ensemblemitglied der Wiener Staatsoper
- Julia Edtmeier (* 1990), Schauspielerin

## Bekannte Professoren
Das Stift Wilhering wurde in seiner Geschichte mehrmals Künstlern wie Fritz Fröhlich oder Balduin Sulzer zur Heimstatt. Einige von ihnen, oft selber Altwilheringer, waren in den Unterricht am Stiftsgymnasium eingebunden. Dieses offenbar befruchtende Umfeld führte dazu, dass sich neben zahlreichen Schülern auch Mitglieder des Lehrkörpers in Kunst und Wissenschaft etablieren konnten.
- Karl Pink (1884–1965), Numismatiker und Altphilologe
- Bernhard Burgstaller (1886–1941), 68. Abt des Stiftes Wilhering 1938–1941, Philosoph und Altphilologe
- Sylvester Birngruber (1914–2006), Theologe, Germanist, Altphilologe, Schriftsteller und Zisterzienser von Wilhering
- Emmerich Doninger (1914–1964), Maler, Schriftsteller, Altphilologe, Kunstpädagoge und Zisterzienser von Wilhering
- Balduin Sulzer (1932–2019), Komponist, Musikpädagoge und Zisterzienser von Wilhering
- Oswald Miedl (* 1940), Maler und Kunstpädagoge

## Direktoren des Stiftsgymnasiums

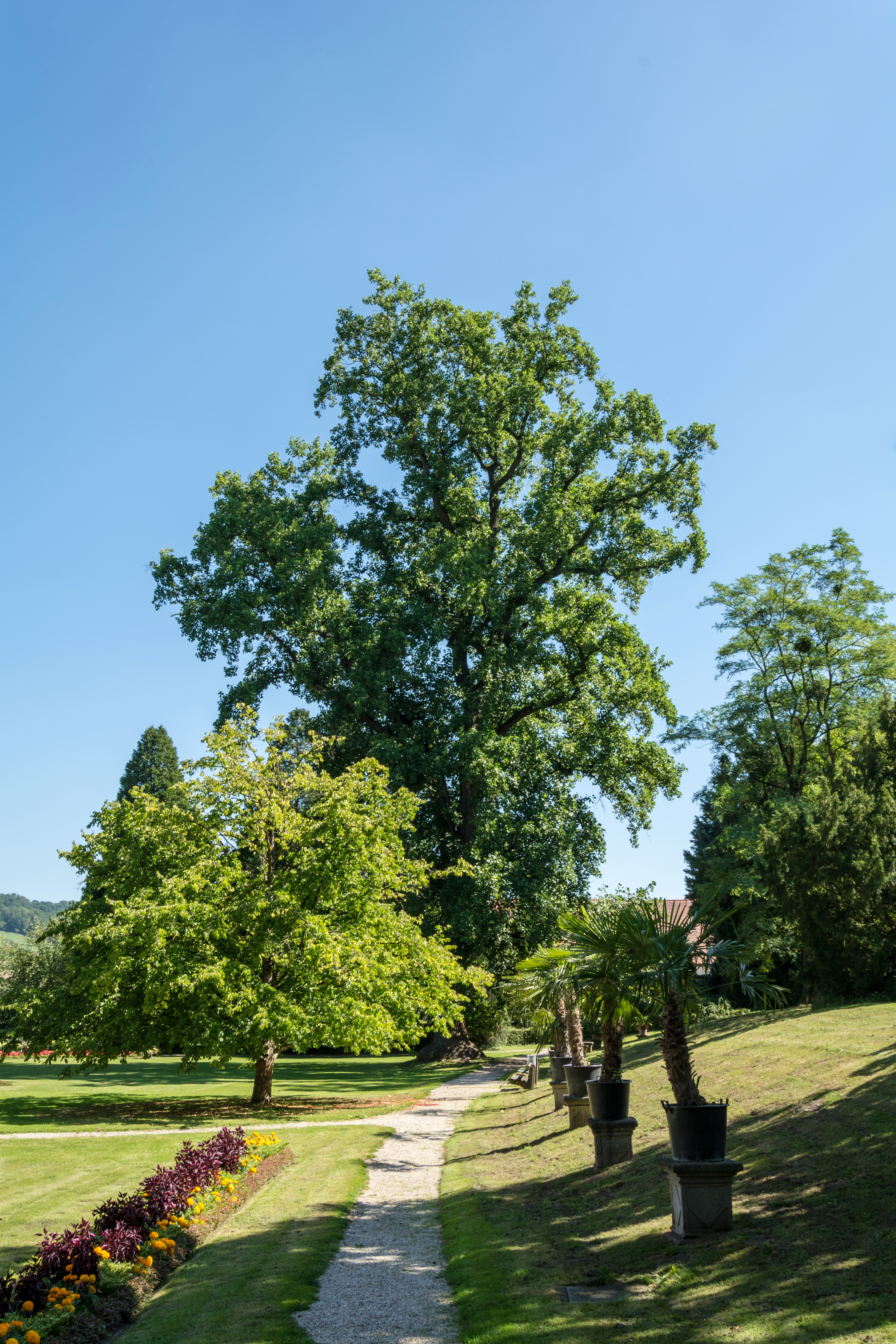
Der weitläufige Stiftspark

Bis 2015 waren die Direktoren des Stiftsgymnasium ausschließlich Mitglieder des Konvents zu Wilhering, die häufig vorher am Gymnasium unterrichtet hatten. Mit Christine Simbrunner steht nun erstmals ein Laie der Schule vor.
- 1895–1902: P. Petrus Schmid (1867–1945)
- 1902–1916: P. Benno Schwacha (1868–1916)
- 1916–1928: P. Justinus Wöhrer (1872–1943)
- 1928–1938: P. Alberich Grasböck (1879–1954)
- 1945–1950: P. Alberich Grasböck (1879–1954)
- 1950–1954: P. Maurus Kerner (1887–1954)
- 1954–1979: P. Ämilian Putschögl (1913–2007)
- 1979–1991: P. Bernhard Ganglberger (1929–2016)
- 1991–2002: P. Karl Hofer (1938–2022)
- 2002–2015: P. Wolfgang Haudum (* 1959)
- seit 2015: Christine Simbrunner (* 1964)

## StudentenverbindungHilaria
Das Stiftsgymnasium Wilhering war von 1923 bis 1938 und von 1968 bis 2003 Stammschule der katholischen Studentenverbindung Hilaria (lateinisch Hilaria „Wilhering“). Diese wurde 1923 unter der Schirmherrschaft von Abt Gabriel Fazeny gegründet. Im Jahr 2003 verlegte die Hilaria ihren Sitz nach Linz. Seit 2014 veranstaltet die inzwischen vom Stiftsgymnasium völlig losgelöste Verbindung ihre Zusammenkünfte in Enns.